# Armin Mueller-Stahl
Armin Mueller-Stahl (ur. 17 grudnia 1930 w Tylży) – niemiecki aktor teatralny i filmowy, nominowany do Oscara za rolę w filmie Blask.

## Wybrana filmografia
- 1960: Fünf Patronenhülsen – Pierre Gireau
- 1963: Nadzy wśród wilków (Nackt unter Wölfen) – André Höfel
- 1975: Jakub kłamca (Jakob der Lügner) – Roman Schtamm
- 1981: Lola – von Bohm
- 1982: Tęsknota Veroniki Voss (Die Sehnsucht der Veronika Voss) – Max Rehbein
- 1985: Gorzkie żniwa (Bittere Ernte) – Leon Wolny
- 1985: Pułkownik Redl (Oberst Redl) – książę, następca tronu
- 1985: Vergeßt Mozart – Johann Baptist Anton von Pergen
- 1990 Avalon (film 1990)|Avalon - Sam Krichinsky
- 1992: Utz – baron Kaspar Joachim von Utz
- 1996: Gespräch mit dem Biest - Conversation with the Beast – Adolf Hitler
- 1996: Blask (Shine) – Peter Helfgott
- 1997: Peacemaker - Dimitri Vertikoff
- 1999: Jezus (Jesus) – Józef
- 1999: Trzynaste piętro (The Thirteenth Floor) – Hannon Fuller/Grierson
- 2007: Wschodnie obietnice (Eastern Promises) – Siemion
- 2009: Anioły i demony (Angels and Demons) – kardynał Strauss
- 2009: International – Wilhelm Wexler

## Wybrane nagrody
- Nagroda na MFF w Berlinie
  - 1992: Srebrny Niedźwiedź dla najlepszego aktora za rolę w filmie Utz
  - 2011: Honorowy Złoty Niedźwiedź za całokształt twórczości